# Волошка Бессера
Волошка Бессера (Centaurea besseriana) — вид рослин з родини айстрових (Asteraceae), поширений у Болгарії, Румунії, Молдові, Україні.

## Опис
Дворічна рослина 20–45 см заввишки. Стебла гіллясті, вгорі на ребрах гостро-шорсткі, разом з листками слабо-павутинисті. Квітки світло-пурпурові. Сім'янка 2.7–3.2 мм довжиною, чубчик 2–2.5 мм завдовжки.

## Поширення
Поширений у Болгарії, Румунії, Молдові, Україні.
В Україні вид зростає на вапнякових і лесових схилах, гранітних відслоненнях — у Лісостепу, Степу (в пд.-зх. ч.); охороняється